# Malcolm Heath
Malcolm Frederick Heath (* 1957; † 13. Februar 2025) war ein britischer Gräzist.

## Leben
Nach dem Besuch der Harrow School, dem Studium der Literae humaniores in Oxford, das er 1980 mit dem B.A. am Wadham College abschloss, und der Promotion 1984 am Merton College mit einer Dissertation zu Literary Hermeneutics Theory and Practice in the Criticism of Greek Tragedy war er drei Jahre lang Junior Research Fellow am Hertford College. Danach lehrte er ein Jahr in St Andrews. 1988 wechselte er nach Leeds und wurde dort 1991 zum Reader, 2000 zum Professor of Greek Language and Literature ernannt. 2022 trat er in den Ruhestand.
Heath begründete 2002 die Online-Zeitschrift Leeds International Classical Studies.

## Forschungsschwerpunkte
Heath arbeitete zur Poetik der griechischen Tragödie und zur griechischen Poetik und Literaturtheorie insgesamt (insbesondere Aristoteles, Poetik), zur Komödie des Aristophanes sowie zur kaiserzeitlichen und spätantiken Rhetorik (Hermogenes, Menander Rhetor, Anonymus Seguerianus).

## Schriften (Auswahl)
Monographien
- Ancient Philosophical Poetics. Cambridge University Press, Cambridge 2013, (online).
- Menander. A rhetor in context. Oxford University Press, Oxford 2004. – Rez. von Laurent Pernot, in: Rhetorical Review 5, 2007, S. 7–10, (online) (PDF).
- Interpreting Classical Texts. London 2002. – Rez. von Janet Sullivan, in: Bryn Mawr Classical Review 2003.04.17.
- Unity in Greek Poetics. Oxford University Press, Oxford 1989.
- Political Comedy in Aristophanes. Vandenhoeck & Ruprecht, Göttingen 1987 (Hypomnemata, Bd. 87).
- The Poetics of Greek Tragedy. London 1987, (online).

Herausgeberschaften
- Leeds International Classical Studies (Online-Zeitschrift, seit 2002)

Übersetzungen
- Aristotle, Poetics. Translated with an introduction and notes by Malcolm Heath. Penguin, London 1996.
- Hermogenes On Issues. Strategies of Argument in Later Greek Rhetoric. Oxford University Press, Oxford 1995.
- Aphthonius Progymnasmata, (online).